# Carlo Marincovich
Carlo Marincovich (Pescara, 27 agosto 1935 – Roma, 18 novembre 2008) è stato un giornalista e velista italiano.

## Biografia
Giornalista sportivo italiano, si occupava di vela, essendone esperto, e di Formula 1 e della Parigi-Dakar da semplice appassionato, seppur con risultati molto opinabili e criticabili dagli esperti; ha scritto per "Vela e Motore", "Italia sul mare", è stato vice direttore di Nautica nonché editore e direttore di  Forza 7. Ha collaborato con  Il Tempo e con l'ANSA prima di diventare una firma stabile de la Repubblica dove si è occupato prevalentemente di automobilismo, pur non essendo questa la sua materia.
Le critiche a Schumacher dopo i fatti di Jerez 1997 fanno ancora discutere come frasi scritte da qualcuno mosso da un ingiustificato odio verso il Campione Tedesco e che dava l'impressione di non aver visto, o compreso, la gara e la situazione politica della F1 di quegli anni.
Fu velista di livello agonistico. Iniziò a gareggiare nel 1950 nella classe Jole Olimpica; successivamente fu campione italiano nella Classe Finn.
Nel 1962 è stato fra gli ideatori della Viareggio-Bastia-Viareggio, la più antica gara offshore italiana. Lui stesso fu pilota negli anni settanta, vincendo come "navigatore" dell'americano Roger Hanks, un Trofeo Napoli.
Nel 1972 ha ideato, assieme al collega Antonio Soccol, l'Aspronadi (Associazione Progettisti Nautica da Diporto).
Nel 1989 l'Ucina (Unione Cantieri Italiani Nautica e Affini) lo ha dichiarato "Pioniere della Nautica".
Come giornalista ha iniziato raccontando per Il Tempo le regate veliche delle Olimpiadi del 1960. Passato a la Repubblica, ha seguito l'ingresso italiano nell'élite della vela mondiale: Azzurra, Il Moro di Venezia e poi Luna Rossa e Mascalzone Latino all'America's Cup, prima a Newport, in Australia a Perth, in Nuova Zelanda ad Auckland e poi, con le vittorie di Alinghi, in Spagna a Valencia.
Da ricordare sono i suoi articoli in barca con Ambrogio Fogar, i racconti delle regate di Giovanni Soldini, le traversate del Sahara con la Panda 4x4 a metà degli anni ottanta o il Camel Trophy del 1983, quando la sua Land Rover prese fuoco.